# Liste der denkmalgeschützten Objekte in Wartberg ob der Aist
Die Liste der denkmalgeschützten Objekte in Wartberg ob der Aist enthält die 8 denkmalgeschützten, unbeweglichen Objekte in Wartberg ob der Aist.

## Denkmäler
| Foto  |                 | Denkmal | Standort                                                        | Beschreibung | Metadaten |
| ----- | --------------- | --- | --------------------------------------------------------------- | --- | --- |
| ja    | Datei hochladen | Große Hagenberger Taverne, Gasthaus Stegfellner HERIS-ID: 19279 Objekt-ID: 15577seit 2014                           | Marktplatz 1 Standort KG: Wartberg ob der Aist                  | Urkundlich 1514 erwähnt mit großen inneren Umbauten. Nach dem Brand 1748 erneuert mit barockem Rüstbaum in der Stube und anderen Holzdecken | BDA-Hist.: Q37847167 Status: Bescheid Stand der BDA-Liste: 2025-06-30 Name: Große Hagenberger Taferne, Gasthaus Stegfellner GstNr.: .56                                                            |
| ja BW | Datei hochladen | Wirtschaftsgebäude der Großen Hagenberger Taverne, Gasthaus Stegfellner HERIS-ID: 112111 Objekt-ID: 130163seit 2014 | Marktplatz 1 Standort KG: Wartberg ob der Aist                  | Neben dem Gasthaus stehend war dies der ehemalige Stall. Besitzt im Inneren Platzlgewölbe und Stuckspiegel mit der Jahreszahl 1841. | BDA-Hist.: Q37828615 Status: Bescheid Stand der BDA-Liste: 2025-06-30 Name: Wirtschaftsgebäude der Großen Hagenberger Taferne, Gasthaus Stegfellner GstNr.: .56                                    |
| ja    | Datei hochladen | Pfarrhof HERIS-ID: 19267 Objekt-ID: 15565                                                                           | Pfarrplatz 1 Standort KG: Wartberg ob der Aist                  | Südlich unterhalb der Pfarrkirche befindet sich der 1652 erbaute zweigeschoßige Pfarrhof mit Satteldach. | BDA-Hist.: Q37847106 Status: § 2a Stand der BDA-Liste: 2025-06-30 Name: Pfarrhof GstNr.: .69/2 |
| ja    | Datei hochladen | Ehem. Kapelle hl. Michael (Fürst Starhemberg'sche Grablege) HERIS-ID: 19268 Objekt-ID: 15566                        | bei Pfarrplatz 1 Standort KG: Wartberg ob der Aist              | An der Mauer des Pfarrkirchhofes befindet sich die St.-Michaels-Kapelle, ein gotischer Bau, der im 15./16. Jahrhundert entstand, ein Ossarium enthielt und den Starhembergern seit 1828 als Gruftkapelle diente. | BDA-Hist.: Q37847117 Status: Bescheid Stand der BDA-Liste: 2025-06-30 Name: Ehem. Kapelle hl. Michael (Fürst Starhemberg'sche Grablege) GstNr.: .73/2 Saint Michael Chapel in Wartberg ob der Aist |
| ja    | Datei hochladen | Schloss Haus HERIS-ID: 19272 Objekt-ID: 15570                                                                       | Schloß Haus 1 Standort KG: Wartberg ob der Aist                 | 1191 wurde die Anlage erstmals urkundlich erwähnt. Das heutige Schloss, das seine Gestalt in wesentlichen Teilen im frühen 18. Jahrhundert erhielt, ist Eigentum des Landes Oberösterreich und beherbergt eine Pflegeanstalt. Das Gebäude ist ein Dreiflügelbau mit breitem Quertrakt und Mansarddach. | BDA-Hist.: Q1564448 Status: § 2a Stand der BDA-Liste: 2025-06-30 Name: Schloss Haus GstNr.: 1/5 |
| ja    | Datei hochladen | Kalvarienbergkapelle HERIS-ID: 19270 Objekt-ID: 15568                                                               | südöstlich Kalvarienberg 1 Standort KG: Wartberg ob der Aist    | Der schlichte Rechteckbau, zu dem ein Kreuzweg südwestlich des Marktes führt, liegt auf einer Hügelkuppe und wurde 1745 erbaut. Bei den Kreuzwegstationen handelt es sich um Nischenkapellen mit Reliefs von J. Aumüller aus dem Jahr 1983. | BDA-Hist.: Q37847145 Status: § 2a Stand der BDA-Liste: 2025-06-30 Name: Kalvarienbergkapelle GstNr.: .30 Kalvarienbergkapelle (Wartberg ob der Aist)                                               |
| ja    | Datei hochladen | Kath. Pfarrkirche Mariae Himmelfahrt HERIS-ID: 19266 Objekt-ID: 15564                                               | Pfarrplatz Standort KG: Wartberg ob der Aist                    | Die Pfarrkirche Mariä Himmelfahrt liegt das Landschaftsbild der Umgebung dominierend auf einer Erhebung des Ortes. Das Gebäude ist von einem Friedhof und einer wehrhaften Friedhofsmauer umgeben. 1111 ist die Kirche als Eigentum eines Sigihart erstmals urkundlich erwähnt. Der spätgotische Hallenkirchenbau mit aufwändigen Emporen im Westen und Norden ist in unterschiedlichen Zeitabschnitten entstanden und ist ein dreischiffiges vierjochiges Langhaus mit Netzrippengewölbe. Der Turm trägt ein Keildach. | BDA-Hist.: Q37847091 Status: § 2a Stand der BDA-Liste: 2025-06-30 Name: Kath. Pfarrkirche Mariae Himmelfahrt GstNr.: .72 Pfarrkirche Mariä Himmelfahrt (Wartberg ob der Aist)                      |
| ja    | Datei hochladen | Ehem. Wenzels-Kapelle, Kriegergedächtnisstätte HERIS-ID: 19269 Objekt-ID: 15567                                     | nördlich Wenzelskirchenweg 10 Standort KG: Wartberg ob der Aist | Die Wenzelskirche befindet sich in exponierter, freier Lage und wurde 1208 erstmals urkundlich erwähnt. Es handelt sich um einen spätgotischen, zweischiffigen, dreijochigen Langhausbau mit sehr dichtem Sternrippengewölbe. Der Chor dürfte um 1400 entstanden sein. Seit 1964 dient die ehemalige Wenzelskirche als Kriegerdenkmal. | BDA-Hist.: Q37847128 Status: Bescheid Stand der BDA-Liste: 2025-06-30 Name: Ehem. Wenzels-Kapelle, Kriegergedächtnisstätte GstNr.: .46 Wenzelskirche (Wartberg ob der Aist)                        |